# Benito Ramón Hermida Maldonado
Benito Ramón  Hermida (1 de octubre de 1736 en Santiago de Compostela; 1 de febrero de 1814 en Madrid), fue presidente provisional de las Cortes de Cádiz en la sesión constitutiva de las mismas el 24 de septiembre de 1810. Durante su presidencia interina, se eligió a Ramón Lázaro de Dou y de Bassols como primer presidente. Asimismo, fue Consejero del Rey y Ministro de Gracia y Justicia desde el 15 de octubre de 1808 a 6 de febrero de 1810.

## Biografía
Estudia bachiller en leyes y cánones en la Universidad de Santiago. En 1760 es designado Juez de Imprentas del Reino de Galicia. El año de la invasión francesa, 1808, le encuentra ocupando el puesto de Regente de la Audiencia de Sevilla y la Junta Suprema Central le nombra el 15 de octubre secretario de Despacho de Gracia y Justicia, cargo que desempeña hasta el 6 de febrero de 1810.
Durante su estancia en Sevilla acudía junto a Jovellanos, Garay, Quintana etc. a las tertulias que Lord Holland organizaba en el Palacio de Dueñas con el objetivo de que se convocasen Cortes. Hermida formaba parte del grupo ilustrado que aspiraba a crear reformas sin apartarse del Antiguo Régimen.
Tras ese periodo es diputado por Galicia en las Cortes de Cádiz donde postula la supresión de la tortura pero, sin embargo, el mantenimiento del Tribunal del Santo Oficio de la Inquisición.

## Cortes de Cádiz
Elegido Diputado propietario por el procedimiento para las provincias libres de los franceses en representación del Reino de  Galicia por el distrito de Santiago.
Hermida Maldonado presidió interinamente la sesión inaugural de las Cortes que eligieron a Ramón Lázaro de Dou y de Bassols primer presidente de las Cortes que se celebró en la Isla de León el 24 de septiembre de 1810, obteniendo cincuenta votos frente a los cuarenta y cinco de Benito Ramón Hermida Maldonado.